# Cantone di Vertaizon
Il Cantone di Vertaizon era una divisione amministrativa dell'arrondissement di Clermont-Ferrand.
È stato soppresso a seguito della riforma complessiva dei cantoni del 2014, che è entrata in vigore con le elezioni dipartimentali del 2015.
Comprendeva i comuni di
- Beauregard-l'Évêque
- Bouzel
- Chas
- Chauriat
- Espirat
- Mezel
- Moissat
- Ravel
- Reignat
- Saint-Bonnet-lès-Allier
- Vassel
- Vertaizon